# Kalcevo, Iambol
Kalcevo (în bulgară Калчево) este un sat în comuna Tundja, regiunea Iambol,  Bulgaria. 

## Demografie
Componența etnică a satului Kalcevo
     Bulgari (84,63%)
     Romi (2,33%)
     Nicio identificare (11,86%)
     Altele (1,16%)
La recensământul din 2011, populația satului Kalcevo era de 514 locuitori. Din punct de vedere etnic, majoritatea locuitorilor (84,63%) erau bulgari, cu o minoritate de romi (2,33%). Pentru 11,86% din locuitori nu este cunoscută apartenența etnică.